# Archidona (kommunhuvudort)
Archidona är en kommunhuvudort i Spanien.   Den ligger i provinsen Provincia de Málaga och regionen Andalusien, i den södra delen av landet, 400 km söder om huvudstaden Madrid. Archidona ligger 730 meter över havet och antalet invånare är 8 506.
Terrängen runt Archidona är kuperad västerut, men österut är den platt. Terrängen runt Archidona sluttar västerut. Runt Archidona är det ganska tätbefolkat, med 65 invånare per kvadratkilometer. Närmaste större samhälle är Antequera, 17,5 km sydväst om Archidona. Trakten runt Archidona består till största delen av jordbruksmark.